# Eurotiomycetidae
Die Eurotiomycetidae sind eine Unterklasse von Schlauchpilzen, zu der viele Flechtenbildner gehören. Zu ihr zählen viele bedeutende Schimmelpilze wie Aspergillus und Penicillium.

## Merkmale
Die Fruchtkörper (Ascomata), sofern vorhanden, sind kleistothecisch oder gymnothecisch, kugelig, werden häufig in einem umgebenden Stroma-Gewebe gebildet und sind häufig leuchtend gefärbt. Hamathecium-Elemente fehlen. Die Gametangien sind gewöhnlich undifferenziert und bestehen aus Hyphen-Knäueln. Die Asci lösen sich meist auf, manchmal sind sie bitunicat. Sie sind über den Fruchtkörper verstreut, seltener in einem Hymenium.
Die vegetativen Formen (Anamorphe) sind sehr variabel und umfassen phialidische und arthroconidiale Formen.

## Lebensweise
Die Arten leben als Saprobionten, Parasiten oder als Mykorrhizapilze.

## Systematik

### Äußere Systematik
Die Eurotiomycetidae sind eine der beiden großen Gruppen in der Klasse der Eurotiomycetes. Daneben gibt es noch die basale Gruppe der Mycocaliciales. Alle drei Gruppen sind monophyletisch. Das Kladogramm sieht folgendermaßen aus:
|  | \| \| Chaetothyriomycetidae \| \| \| \| \| \| Eurotiomycetidae \| \| \| \| |
|  |                                                                            |
|  | Mycocaliciales                                                             |
|  |                                                                            |
|  | Chaetothyriomycetidae                                                      |
|  |                                                                            |
|  | Eurotiomycetidae                                                           |
|  |                                                                            |

|  | Chaetothyriomycetidae |
|  |                       |
|  | Eurotiomycetidae      |
|  |                       |

### Innere Systematik
Die Unterklasse besteht aus drei Ordnungen, die jeweils monophyletisch sind. Das Kladogramm sieht folgendermaßen aus:
|  | \| \| Onygenales \| \| \| \| \| \| Eurotiales \| \| \| \| |
|  |                                                           |
|  | Coryneliales                                              |
|  |                                                           |
|  | Onygenales                                                |
|  |                                                           |
|  | Eurotiales                                                |
|  |                                                           |

|  | Onygenales |
|  |            |
|  | Eurotiales |
|  |            |

Die nahe Verwandtschaft der beiden kleistothecischen Ordnungen Onygenales und Eurotiales ist unbestritten. Sie wurden früher als Plectomyceten bezeichnet. Die verwandtschaftliche Nähe der Coryneliales zu diesen beiden Ordnungen und die Einordnung bei den Eurotiomycetidae ergab sich erst nach DNA-Sequenzanalysen.